# Добромирці
Доброми́рці (болг. Добромирци) — село в Кирджалійській області Болгарії. Входить до складу общини Кирково.

## Населення
За даними перепису населення 2011 року у селі проживали 359 осіб.
Національний склад населення села:
| Національність   | Кількість осіб | Відсоток |
| ---------------- | -------------- | -------- |
| турки            | 275            | 96,2%    |
| болгари          | 3              | 1,0%     |
| цигани           | 0              | 0%       |
| інша             | 0              | 0%       |
| не визначились   | 8              | 2,8%     |
| Всього відповіли | 286            |          |

Розподіл населення за віком у 2011 році:
Динаміка населення: